# Eleições estaduais em Goiás em 1958
As eleições estaduais em Goiás em 1958 ocorreram em 3 de outubro como parte das eleições gerais no Distrito Federal, em 20 estados e nos territórios federais do Acre, Amapá, Rondônia e Roraima. Foram eleitos o governador José Feliciano Ferreira, o vice-governador João de Abreu e o senador Taciano Melo, além de oito deputados federais e trinta e dois deputados estaduais.
Nascido em Jataí e diplomado advogado pela Universidade Federal do Rio de Janeiro, o governador José Feliciano Ferreira iniciou sua carreira política no PSD a partir de sua eleição como vereador em sua cidade natal em 1947. Participou da Associação Goiana de Imprensa e da Associação de Radialistas de Goiás. Eleito deputado estadual em 1950, foi líder de sua bancada e presidente da Assembleia Legislativa de Goiás, mas ao invés de buscar a sua reeleição preferiu assumir o cargo de secretário de Educação no governo Jonas Duarte, mantendo-o no governo José Ludovico de Almeida, a quem sucedeu no Palácio das Esmeraldas.
O vice-governador João de Abreu nasceu em Taguatinga e estudou na cidade de Goiás antes de obter graduação como odontólogo na Universidade Federal do Rio de Janeiro e advogado pela Universidade Federal de Goiás. Secretário da Junta Comercial de Goiás e diretor do Departamento de Economia do referido estado, foi professor universitário, chefe de polícia, presidente do Conselho Penitenciário estadual e procurador da Fazenda Pública. Durante a Primeira República Brasileira foi duas vezes vereador e uma vez prefeito de Arraias e em 1934 foi eleito deputado estadual e exercia a presidência da Assembleia Legislativa de Goiás quando Getúlio Vargas decretou o Estado Novo. Com o fim da ditadura ingressou no PSD e depois no PSP sendo eleito deputado federal em 1945, 1950 e 1954.
Integrante de uma família de políticos radicada em Alagoas, o médico Taciano Melo nasceu em Capela no referido estado e se formou na Universidade Federal da Bahia. Eleito deputado estadual em 1934, ocupou interinamente o governo na ausência de Pedro Ludovico Teixeira. Correligionário do mesmo, foi prefeito de Pires do Rio durante o Estado Novo. Eleito deputado estadual pelo PSD em 1947, chegou a ocupar a presidência estadual do partido e da Assembleia Legislativa de Goiás. Mais tarde foi eleito prefeito de Pires do Rio em 1950 e deputado federal em 1954, conquistando um mandato de senador em 1958. Porém um acordo político o fez renunciar ao seu posto em 1961 em troca de uma vaga no Tribunal de Contas do Distrito Federal e assim foi convocada uma eleição extraordinária e nela o vitorioso foi Juscelino Kubitschek, que no mesmo ano deixara a presidência da República.

## Resultado da eleição para governador
Em relação à disputa pelo governo estadual os arquivos do Tribunal Superior Eleitoral informam o comparecimento de 291.409 eleitores, dos quais 266.559 foram votos nominais ou votos válidos. Foram apurados também 16.501 votos em branco (5,66%) 8.349 votos nulos (2,87%).
| Candidatos a governador do estado | Candidatos a vice-governador | Número | Coligação | Votação | Percentual |
| --------------------------------- | ---------------------------- | ------ | --------- | ------- | ---------- |
| José Feliciano Ferreira PSD       | Ver abaixo -                 | -      | PSD, PSP  | 151.565 | 56,86%     |
| Cunha Bastos UDN                  | Ver abaixo -                 | -      | UDN, PSB  | 114.994 | 43,14%     |

## Resultado da eleição para vice-governador
Em relação à disputa para vice-governador os arquivos do Tribunal Superior Eleitoral informam o comparecimento de 291.409 eleitores, dos quais 242.712 foram votos nominais ou votos válidos. Foram apurados também 40.574 votos em branco (13,92%) 8.123 votos nulos (2,79%).
| Candidatos a governador do estado | Candidatos a vice-governador | Número | Coligação | Votação | Percentual |
| --------------------------------- | ---------------------------- | ------ | --------- | ------- | ---------- |
| Ver acima PSD                     | João de Abreu PSP            | -      | PSD, PSP  | 151.565 | 59,84%     |
| Ver acima -                       | João Luís de Oliveira PSB    | -      | UDN, PSB  | 114.994 | 40,16%     |

## Resultado da eleição para senador
Em relação à disputa para senador os arquivos do Tribunal Superior Eleitoral informam o comparecimento de 291.409 eleitores, dos quais 242.844 foram votos nominais ou votos válidos (83,34%). Foram apurados também 41.009 votos em branco (14,07%) 7.556 votos nulos (2,59%).
| Candidatos a senador da República | Primeiro suplente de senador | Número | Coligação           | Votação | Percentual |
| --------------------------------- | ---------------------------- | ------ | ------------------- | ------- | ---------- |
| Taciano Melo PSD                  | Ver abaixo -                 | -      | PSD, PSP            | 129.818 | 53,46%     |
| Abelardo Bueno PTB                | Ver abaixo -                 | -      | PTB (sem coligação) | 113.026 | 46,54%     |

## Resultado da eleição para suplente de senador
Em relação à disputa para senador os arquivos do Tribunal Superior Eleitoral informam o comparecimento de 291.409 eleitores, dos quais 226.506 foram votos nominais ou votos válidos (77,73%). Foram apurados também 57.770 votos em branco (19,82%) 7.133 votos nulos (2,45%).
| Candidatos a senador da República | Primeiro suplente de senador | Número | Coligação           | Votação | Percentual |
| --------------------------------- | ---------------------------- | ------ | ------------------- | ------- | ---------- |
| Ver acima -                       | Sócrates Diniz PSD           | -      | PSD, PSP            | 120.895 | 53,37%     |
| Ver acima -                       | Arquimedes Pereira Lima PTB  | -      | PTB (sem coligação) | 105.611 | 46,63%     |

## Deputados federais eleitos
São relacionados os candidatos eleitos com informações complementares da Câmara dos Deputados.

Representação eleita
  PSD: 5
  UDN: 1
  PSP: 1
  PTB: 1

| Deputados federais eleitos | Partido | Votação | Percentual | Cidade onde nasceu | Unidade federativa |
| Mauro Borges               | PSD     | 34.014  |            | Rio Verde          | Goiás              |
| Anísio Rocha               | PSD     | 29.083  |            | Palmeiras          | Bahia              |
| Emival Caiado              | UDN     | 24.141  |            | Goiás              | Goiás              |
| Alfredo Nasser             | PSP     | 20.011  |            | Caiapônia          | Goiás              |
| Wagner Estelita            | PSD     | 18.947  |            | Catalão            | Goiás              |
| Benedito Vaz               | PSD     | 17.751  |            | Ipameri            | Goiás              |
| Castro Costa               | PSD     | 14.932  |            | Trindade           | Goiás              |
| Rezende Monteiro           | PTB     | 14.400  |            | Caiapônia          | Goiás              |

## Deputados estaduais eleitos
Estavam em jogo as 32 cadeiras da Assembleia Legislativa de Goiás.

Representação eleita
  PSD: 18
  UDN: 8
  PTB: 4
  PSP: 2

Fonteː
| Deputados estaduais eleitos       | Partido | Votação | Percentual | Cidade onde nasceu    | Unidade federativa |
| Wilson da Paixão                  | PSD     | 8.792   | 3,01%      | Catalão               | Goiás              |
| Nelson Siqueira                   | PSD     | 6.652   | 2,28%      | Santa Cruz de Goiás   | Goiás              |
| Nelson de Castro Ribeiro          | UDN     | 6.277   | 2,15%      | Jaraguá               | Goiás              |
| Sebastião Arantes                 | PSD     | 6.243   | 2,14%      | Rio Verde             | Goiás              |
| Antônio de Queiroz Barreto        | PSD     | 6.171   | 2,11%      | Goiás                 | Goiás              |
| Almir Turisco de Araújo           | PSD     | 5.840   | 2,00%      | Macaúbas              | Bahia              |
| Darcy Gomes Marinho               | UDN     | 5.631   | 1,93%      | Carolina              | Maranhão           |
| Getúlio Vaz da Costa              | UDN     | 5.519   | 1,89%      | Inhumas               | Goiás              |
| Celestino Filho                   | PSD     | 5.074   | 1,74%      | Corumbaíba            | Goiás              |
| José Freire                       | PSD     | 5.027   | 1,72%      | Arraias               | Tocantins          |
| Clepino Antônio de Araújo         | PSD     | 4.913   | 1,68%      | Goiás                 | Goiás              |
| Calixto Antônio                   | UDN     | 4.862   | 1,66%      | Uberlândia            | Minas Gerais       |
| Clotário de Freitas               | PSD     | 4.672   | 1,60%      | Jaraguá               | Goiás              |
| Edson Monteiro de Godoy           | PSD     | 4.522   | 1,55%      | Santa Cruz de Goiás   | Goiás              |
| Adeuvaldo de Oliveira Moraes      | PSD     | 4.498   | 1,54%      | Carolina              | Maranhão           |
| Luziano Ferreira de Carvalho      | PSD     | 4.422   | 1,51%      | Jataí                 | Goiás              |
| Genésio de Sousa Reis             | UDN     | 4.335   | 1,48%      | Ituiutaba             | Minas Gerais       |
| Waldir Quinta                     | UDN     | 4.326   | 1,48%      | Caldas Novas          | Goiás              |
| Joaquim Batista de Abreu Cordeiro | PSP     | 4.147   | 1,42%      | Arraias               | Tocantins          |
| José de Souza Porto               | PSD     | 4.120   | 1,41%      | Posse                 | Goiás              |
| Venerando de Freitas Borges       | PSD     | 4.099   | 1,40%      | Anápolis              | Goiás              |
| Haroldo Duarte                    | PTB     | 4.055   | 1,39%      | Anápolis              | Goiás              |
| Vespasiano da Costa Ferreira      | PSD     | 4.021   | 1,37%      | Silvânia              | Goiás              |
| Ana Braga Queiroz                 | PSD     | 3.796   | 1,30%      | Peixe                 | Tocantins          |
| Juarez Bernardes                  | PSP     | 3.762   | 1,29%      | Planaltina            | Goiás              |
| Adail Viana Santana               | UDN     | 3.751   | 1,28%      | Salvador              | Bahia              |
| Ary Valadão                       | UDN     | 3.746   | 1,28%      | Anicuns               | Goiás              |
| João Bernardes Rabelo             | PSD     | 3.517   | 1,20%      | Alto Paraíso de Goiás | Goiás              |
| Tércio Caldas                     | PSD     | 3.489   | 1,19%      | Itaberaí              | Goiás              |
| Luiz Fernando da Silva            | PTB     | 3.257   | 1,11%      | Salvador              | Bahia              |
| Almerinda Magalhães Arantes       | PTB     | 3.159   | 1,08%      | Posse                 | Goiás              |
| Cristóvam do Espírito Santo       | PTB     | 2.738   | 0,93%      | Planaltina            | Goiás              |